# Darlie
Darlie или 好来 (ранее Darkie или 黑人牙膏) — торговая марка широкого ассортимента продукции в области гигиены полости рта, популярная в странах ЮВА и Китае.
Официальный слоган бренда с 2022 года - "Powering Your Smile".
Первым продуктом стала зубная паста, она была представлена на рынке Шанхая в 1930х годах и завоевала широкую популярность. Впервые в индустрии в зубную пасту был добавлен экстракт мяты. Торговая марка принадлежит совместному предприятию "Hawley & Hazel BVI", зарегистрированному на Виргинских островах, ключевую роль в котором играет компания "Colgate-Palmolive".

## История
Производством зубной пасты занималась 好来药物集团 (рус.: фармацевтическая компания Хаолай; англ.: Hawley & Hazel или Haolai Pharmaceutical) была основана выходцами из Нинбо, братьями 严柏林 (англ.: Yan Bolin) и 严中立 (англ.: Yan Zhongli) в Шанхае.
CEO компании-производителя посетил представление Эла Джолсона (который выступал в гриме) в США, и после заявил, что широкая улыбка и светлые зубы на черном лице будут прекрасным логотипом для пасты.

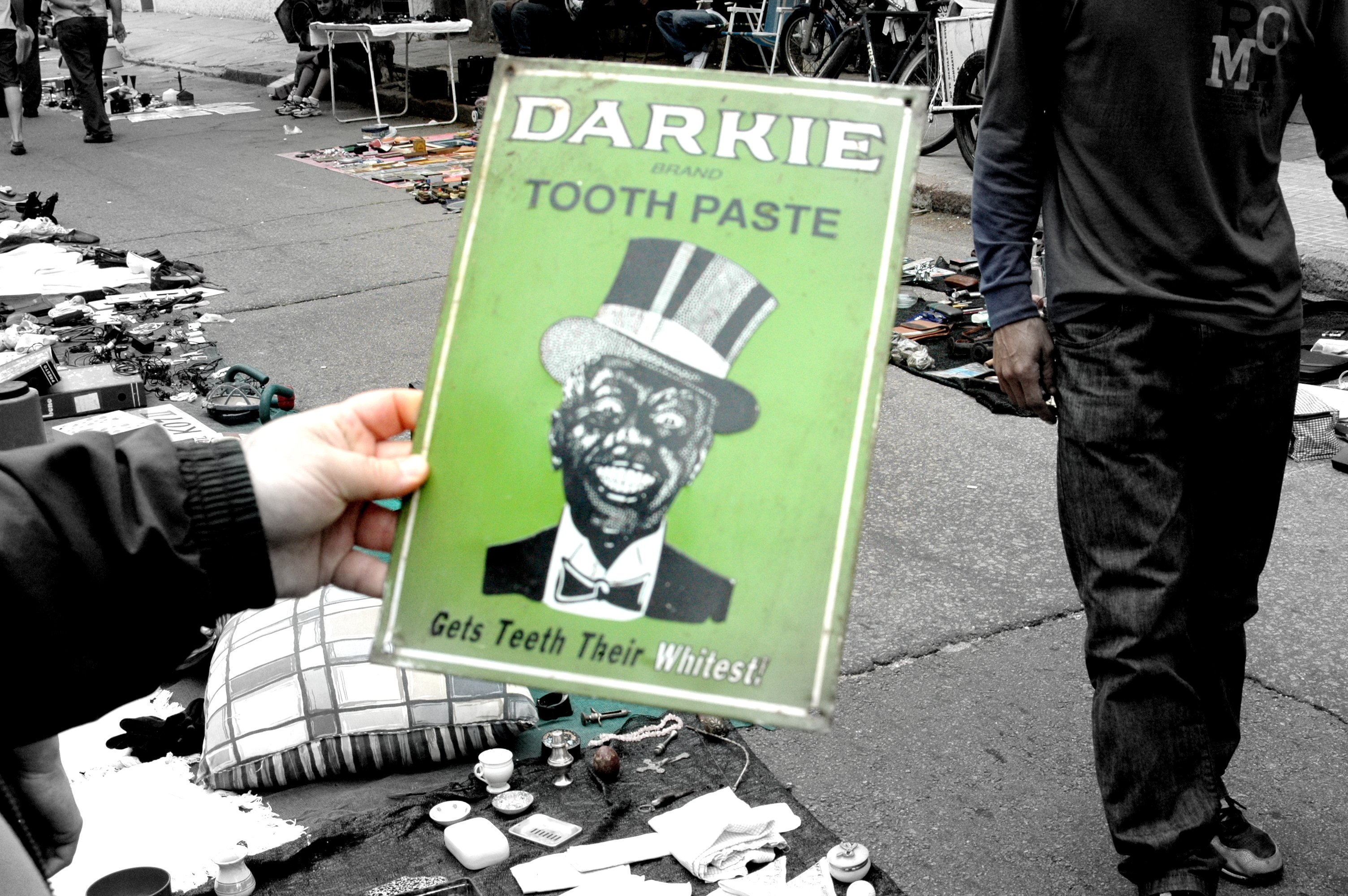
Рекламный плакат

Названием бренда стало английское слово “Darkie” и китайская фраза 黑人牙膏 (рус.: зубная паста черного человека) с оплечным изображением негра в костюме и котелке.
В 1933 году компания была зарегистрирована в Гонконге.
Основатели компании переезжают в 1949 году на Тайвань. Производство на Тайване на фабрике под названием 好潔工業有限公司 (промышленная компания Хаочже) начато в конце 1940-х годов.
Первая телевизионная реклама этой зубной пасты на Тайване стартовала ещё в 1962 году. При этом на рынке Тайваня присутствуют также конкурирующие зубные пасты «белого человека» и «зелёного человека».
в 1985 году Colgate-Palmolive приобрела 50% долю в компании Hawley & Hazel (промышленная компания Хаочже) за 50 миллионов долларов.
В 1990-х годах "промышленая компания Хаочже" взяла новое имя 好來化工股份有限公司 (химическая компания Хаолай) и сменила адрес на Тайване.
4 июля 1995 года был открыт завод  Хаолай в городе  Чжуншань.
В 2004 бренд был показан в псевдодокументальном фильме CSA: Confederate States of America, что повысило его популярность и узнаваемость.
В Гонконге представители второго и третьего поколения семьи Ян до сих пор связаны с её производством.

### Трансформация бренда

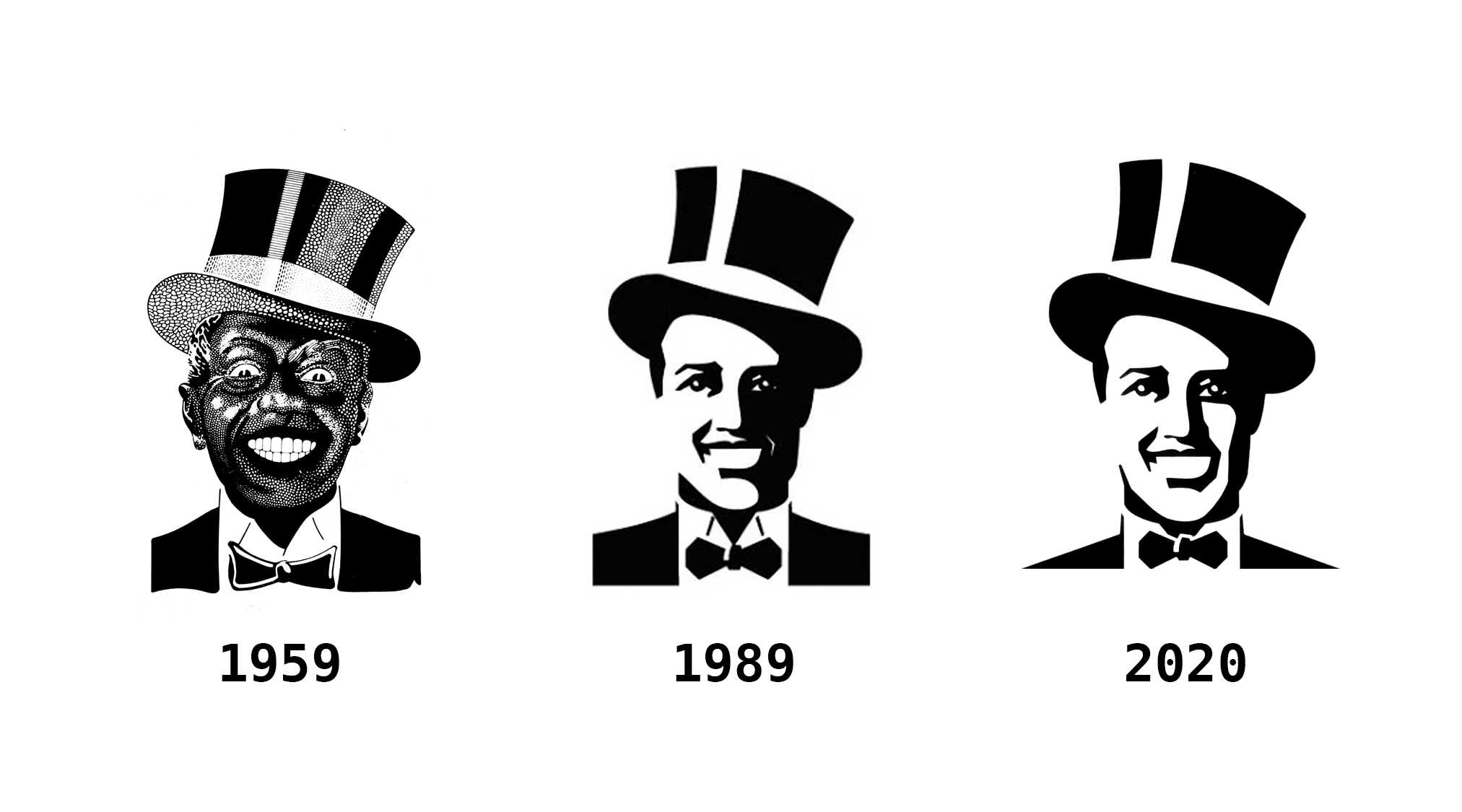
Изменения торговой марки с течением времени

Из-за контраста с тёмной кожей в прошлом существовало поверие, что зубы людей африканского происхождения — исключительно белые из-за использования в качестве зубной пасты особых местных растений. Поэтому зубная паста под названием Darkie (что условно можно перевести как "черныш") стала популярна.

#### Первый ребрендинг
Термин Darky (в США) или Darkie (в Великобритании), используемый в основном для обозначения людей негроидной расы, в 1980-х годах вместо уменьшительно-ласкательного значения приобретает в англоязычном мире негативную коннотацию.
В 1985 году американская компания Colgate-Palmolive приобрела значительную долю в гонконгской Hawley & Hazel. Первоначально Colgate-Palmolive не предполагала никаких изменений в имеющийся бренд (который продавался только на азиатском рынке), а лишь планировала использовать фабрики Hawley & Hazel для локализации производства продукции под своим брендом Colgate для азиатского рынка. Однако не смогла игнорировать американские расовые стереотипы, и, под давлением общественности, вынуждена была начать эксперименты по изменению бренда в 1987 году.
В начале 1989 году стало известно, что компания, после нескольких лет давления на менеджмент, приняла решение о начале процесса переименования бренда из Darkie в Darlie (что условно можно перевести как "дорогуша"). Генеральная ассамблея Пенсильвании призвала Colgate-Palmolive провести ребрендинг в экстренном порядке.
На первом этапе ребрендинга названия Darkie и Darlie использовались одновременно на упаковке вместе с оригинальным изображением лица негра. На втором этапе осталось только слово Darlie с оригинальным изображение лица негра. На заключительном этапе изображение лица было заменено на "расово нейтральное".
После ребрендинга китайское название торговой марки, 黑人牙膏 (рус.: зубная паста чёрная человека), остаётся неизменным. Была запущена специальная рекламная кампания на азиатском рынке, чтобы минимизировать потери от вынужденного ребрендинга. Слоганом стала фраза «Зубная паста чёрного человека — всё ещё зубная паста чёрного человека».

#### Второй ребрендинг
После массовых беспорядков в США 2020 года и активизации неоднозначного негритянского общественного движения BLM, Hawley & Hazel принимает решение убрать с упаковки всяческие намеки на расовую неоднозначность и возможность ассоциации продукции с неграми, с этой целью изменяет лицо с "расово-нейтрального" на однозначно европеоидное.
14 декабря 2021 года Hawley & Hazel объявила о ребрендинге. Было принято решение убрать из названия бренда любые упоминания о чернокожих и заменить лого "Black People Toothpaste" (黑人牙膏)  на "Haolai" (好來). Шрифтовое начертание изменяется, в новом шрифте отображается улыбка.

## Продукция
Для изготовления зубных паст используется высококачественная белая сажа в том числе с фабрики 广州市飞雪化工有限公司.

### Положение на рынке
К началу второй мировой войны зубная паста стала одной из самых продаваемых на рынках Китая, Сингапура, Индонезии и Таиланда. К 1989 году зубная паста бренда занимала 75% рынка Тайваня, 50% рынка Сингапура, 30% рынка Гонконга и Малайзии, 20% рынка Таиланда. К 2012 году продукция бренда стала самой популярной зубной пастой в Китае. В 2020 году торговая марка занимает значительную долю рынков разных стран в своем сегменте (17% в Китае , 21% в Сингапуре, 28% в Малайзии, 25% в Тайване).
2022 год, несмотря на ребрендинг, можно оценивать для торговой марки как удачный, годовой объем продаж стал максимальным за период с 2020 по 2022 годы на рынке Китая.

### Ассортимент

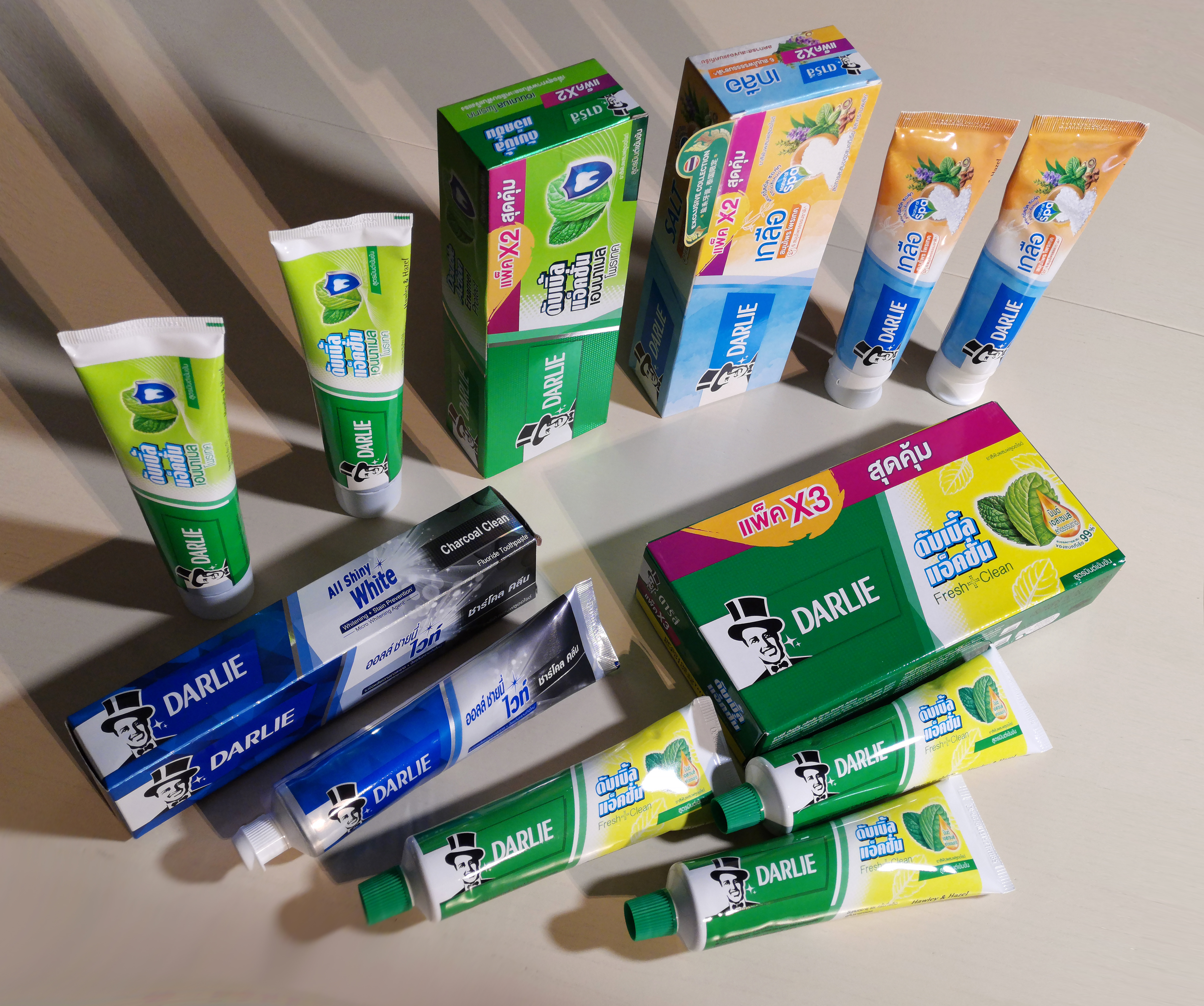
Часть ассортимента зубных паст бренда для рынка Таиланда

В 2022 году был расширены исследования и увеличены инвестиции с целью увеличения ассортимента продукции по двум направлениям: отбеливания зубов (отбеливающие пасты, патчи, ручки и т.д.), нейтрализации запаха (пасты, ополаскиватели и т.д.)

#### Зубные щетки
Зубные щетки под брендом Darlie начали производить в 1990-х годах. значительный рост популярности продукции начался в 2011 году, когда на рынок были представлены зубные щетки с черной щетиной и угольным напылением. Уже к 2016 году бренд стал самым популярным в Китае среди зубных щеток. в 2019 году ассортимент продукции превышает 50 наименований, реализуемых в разных странах. Разработка новых щеток происходит в том числе и на фабрике Хаолай в Китае. К 2019 году зарегистрировано более 50 патентов связанных с зубными щетками.

#### Зубные пасты
Визитной карточкой бренда является зубная паста с сочетанием натуральных экстрактов мяты колосистой и мяты перечной.
В 2004 была выпущена коллекция зубных паст "Darlie Tea Care" в натуральными полифенолами из экстракта чая лунцзин.

### Награды
Проект по переходу на экологическую упаковку получил награду "China Synthetic Resin Association's Golden Apple" за "the innovative model of plastic recycling in 3R aspects — "reduce, reuse and replace" в 2021 году.
Дизайн зубных щеток коллекции "Darlie Eco Green" ручка которых сделана из древесины пихты получил награду "Japanese Good Design" в 2021 году.